# Раудна (река)
Ра́удна (Ви́льянди; эст. Raudna jõgi) — река в Эстонии. Длина реки составляет 62,9 км, площадь бассейна равна, по разным данным, 1140 или 1124,9 или 1122,5 км². Падение — 24 м. Средний расход воды — 9,5 м³/с.
Вытекает из озера Вильянди южнее города Вильянди. Протекает через эстонский национальный парк Соомаа. Впадает в реку Халлисте справа в 7,6 км от её устья.